# Goleamo Doleane, Tărgoviște
Goleamo Doleane (în bulgară Голямо Доляне) este un sat în comuna Antonovo, regiunea Tărgoviște,  Bulgaria. 

## Demografie
Componența etnică a satului Goleamo Doleane
     Nicio identificare (100%)
     Altele (0%)
La recensământul din 2011, populația satului Goleamo Doleane era de 5 locuitori. . Pentru 100,0% din locuitori nu este cunoscută apartenența etnică.